# Popricani
Popricani es una comuna ubicada en el distrito de Iași, Rumania.

## Superficie
Cuenta con una superficie de 68,58 kilómetros cuadrados.

## Demografía
Hasta 2021 la población era de 7236 habitantes, con una densidad de población de 105,5 habitantes por kilómetro cuadrado.